# 오귀스트 피카르

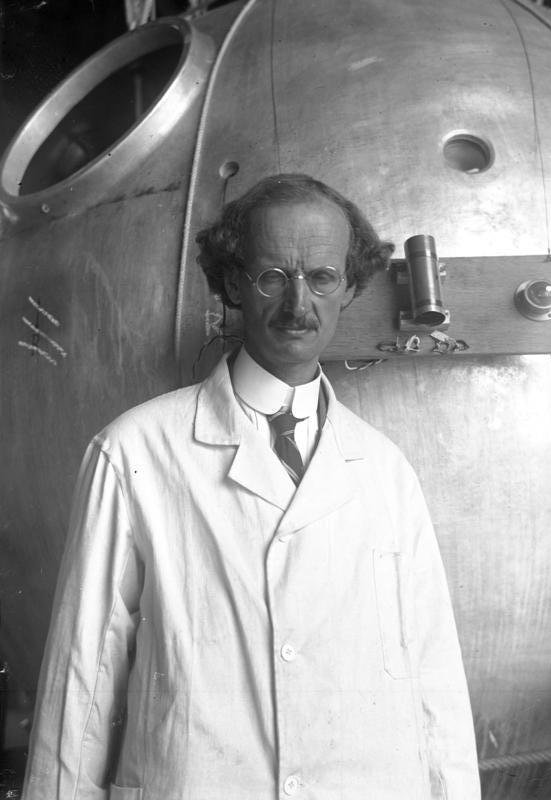
자신이 개발한 기구 곤돌라 앞에 서 있는 피카르.

오귀스트 앙투안 피카르(Auguste Antoine Piccard, 1884년 1월 28일 ~ 1962년 3월 24일)는 스위스의 물리학자이자 발명가, 탐험가이다.
피카르는 스위스 바젤에서 장 피카르와 쌍둥이로 태어났다. 어렸을 때부터 과학에 관심이 많았던 피카르는 취리히 연방 공과대학교에서 공부하여 1922년에 벨기에 브뤼셀의 브뤼셀 자유대학 물리학과 교수가 되었다. 같은 해 아들 자크 피카르가 태어났다. 피카르는 1922년, 1924년, 1927년, 1930년, 1933년 솔베 회의에 참석했다.
1920년, 피카르는 기구에 관심을 가지고, 상층 대기를 기구를 이용해 탐사할 수 있지 않을까 생각했다. 피카르는 여압복을 입지 않고 대기 상층으로 올라가기 위해 알루미늄으로 구형 기밀 곤돌라를 설계했다. 피카르는 솔베 회의에서 만난 알베르트 아인슈타인의 가설을 검증하기 위해 상층 대기에서 우주선을 측정하려고 했다. 피카르는 자신이 설계한 기구를 FNRS 1호라고 명명했다.

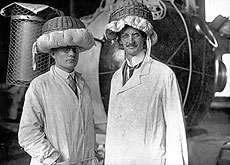
오귀스트 피카르(우측)와 파울 카이퍼.

1931년 5월 27일, 오귀스트 피카르와 파울 카이퍼(Paul Kipfer)는 독일 아우크스부르크에서 부상하여 고도 15,785 m까지 상승했다. 이때 피카르는 우주선을 측정할 뿐만 아니라 초고층 대기에 대한 여러 가지 정보를 수집했다. 1932년 8월 18일, 피카르는 스위스 뒤벤도르프에서 조수 맥스 코신스(Max Cosyns)와 함께 두 번째로 부상하여 고도 16,200 m까지 상승함으로써 자체 기록을 경신했다.
1930년대 중반, 피카르는 자신이 고고도 기구용으로 설계한 기밀실 기술이 심해 환경에서도 유효하게 작동한다는 사실을 간파했다. 1937년, 피카르는 엄청난 외부 압력에 견딜 수 있는 초심해 잠수정 바티스카프를 설계했으나, 제2차 세계 대전으로 인해 제작하지는 못했다.
전쟁이 끝난 뒤, 1948년에 피카르는 바티스카프 FNRS 2호를 제작하여 여러 번 무인 잠수 실험을 했다. 이 잠수정은 프랑스 해군에 넘어갔다. 프랑스 해군으로 넘어간 FNRS 2호는 1954년에 개수되어 4176 m 깊이까지 안전하게 유인 잠수했다.
1953년, 피카르는 아들 자크 피카르와 함께 인류 역사상 가장 깊은 심해저로 잠수한 바티스카프 트리에스테를 설계했다. 트리에스테는 1959년 10월에 자크 피카르를 태우고 마리아나 해구 챌린저 해연 10,911 m 깊이까지 잠수했다. 이 기록은 현재까지 깨지지 않고 있다.
오귀스트 피카르는 1962년 향년 73세로 사망했다.
에르제의 만화 《땡땡의 모험》에 등장하는 해바라기 교수가 오귀스트 피카르를 모델로 삼아 만들어진 캐릭터이다.

## 가족 관계
- 아버지 쥘 피카르: 화학자.
  - 본인 오귀스트 피카르: 물리학자.
    - 아들 자크 피카르: 심해정 승무원.
      - 손자 베르트랑 피카르: 우주 비행사.

  - 쌍둥이 장 피카르: 생화학자.
    - 형수 자넷 피카르: 우주 비행사.
    - 조카 돈 피카르: 기구 비행사.